# Чернухино (Вологодский район)
Чернухино — деревня в Вологодском районе Вологодской области.
Входит в состав Сосновского сельского поселения, с точки зрения административно-территориального деления — в Сосновский сельсовет.
Расстояние по автодороге до районного центра Вологды — 26 км, до центра муниципального образования Сосновки — 6,5 км. Ближайшие населённые пункты — Ерофейка, Новый Источник, Лапач, Стризнево, Лавкино, Руново.
По данным переписи в 2002 году постоянного населения не было.